# تیان ارکگ
تیان ارکگ (به انگلیسی: Tina Erceg) ژیمناست زادهٔ ۳ مهٔ ۱۹۸۸ میلادی اهل کشور کرواسی است.